# Silinda (plaats)
Silinda is een bestuurslaag in het regentschap Serdang Bedagai van de provincie Noord-Sumatra, Indonesië. Silinda telt 601 inwoners (volkstelling 2010).